# 人吉藩
人吉藩（日语：／ Hitoyoshi han */?）是日本肥后國部球磨地方的一個藩。藩廳是人吉城。

## 藩史
1193年相良氏創立，經歷過室町時代及戰國時代成為了戰國大名，然後成為江戶時代的藩主，直到廢藩置縣為止。
1587年，豐臣秀吉大軍入侵九州，家臣深水長智向秀吉訴苦，成為了秀吉的家臣，因而保留了領地。1600年關原之戰期間，支持石田三成，戰後受秋月種長、高橋元種的影響下而向德川家康叛變，結果保住了領地。
1871年廢藩置縣後為人吉縣。然後成為八代縣、白川縣後，成為了熊本縣的一部份。1884年以子爵身份封為華族。

## 藩主
相良家
外樣　22,000石　
1. 賴房
2. 賴寛
3. 賴喬
4. 賴福
5. 長興
6. 長在
7. 賴峯
8. 賴央
9. 晃長
10. 賴完
11. 福將
12. 長寛
13. 賴德
14. 賴之
15. 長福
16. 賴基